# Damar, Murgul
Damar là một thị trấn thuộc huyện Murgul, tỉnh Artvin, Thổ Nhĩ Kỳ. Dân số thời điểm năm 2010 là 1.247 người.